# Броло
Броло (итал. Brolo) — коммуна в Италии, располагается в области Сицилия, подчиняется административному центру Мессина.
Население составляет 5595 человек (на 2004 г.), плотность населения составляет 698 чел./км². Занимает площадь 7,86 км². Почтовый индекс — 98061. Телефонный код — 0941.
В коммуне 25 марта особо празднуется Благовещение Пресвятой Богородицы.